# Akai ito
Akai ito (赤い糸?, in italiano "filo rosso") è una serie televisiva dorama giapponese. La serie è tratta da un romanzo che porta lo stesso titolo, pubblicato via cellulare, scritto da Mei; la storia, divenuta un successo online dell'anno 2006, avendo guadagnato una vasta popolarità tra le adolescenti, viene successivamente pubblicata come una serie di cinque libri. Diventa un dorama stagionale autunnale prodotto e trasmesso in 11 puntate da Fuji TV abbinato anche ad una pellicola cinematografica tra il 2008 e il 2009, entrambi con lo stesso cast, ma con una trama notevolmente cambiata.

## Trama
Il titolo allude alla credenza orientale del "filo rosso del destino", quel filo invisibile che collega e mantiene unita una coppia segnata e predestinata dal cielo a stare insieme: la leggenda afferma difatti che gli Dèi legano un filo trasparente ma indistruttibile intorno alle caviglie delle persone che sono predisposte ad essere anime gemelle e quindi a legarsi indissolubilmente nel corso dell'esistenza.
Si racconta quindi la vicenda struggente e strappalacrime di due di queste anime gemelle, Mei e Atsushi, matricole al terzo anno di liceo. Essi, vincolati da un'amicizia e da un sentimento che via via si fa col tempo sempre più profondo e forte, dovranno superare molti problemi e difficoltà, tra cui gravi vicende di droga, stupri e tentativi di suicidio, per poter sperar di rimanere vicini, nonostante tutto e tutti.

## Personaggi

### Principali
Mei Takemiya
interpretata da Nao Minamisawa (adolescente) e da Mio Miyatake (bambina)
Atsushi Nishino
(Ak-kun), interpretato da Junpei Mizobata (adolescente) e da Ruka Sawaki (bambino)
A 8 anni per errore ha ingurgitato le anfetamine con cui la madre si drogava ed ha rischiato di morire.
Mitsuru Kamiya
interpretato da Ryo Tajima
Compagno di classe di Mei e Atsushi.
Haruna Takemiya
interpretata da Sayuri Iwata
Sorella maggiore di Mei.
Riku Takahashi (Taka-chan)
interpretato da Ryō Kimura
Compagno di Mei e innamorato di lei.
Mia Amagishi
interpretata da Rei Okamoto
Una cara amica e sincera di Mei.
Asami Takodoro
interpretata da Anna Ishibashi
Sara Nakagawa
interpretata da Nanami Sakuraba
Compagna di Mei, fuori da scuola veste i panni di gothic Lolita; tenta il suicidio gettandosi dal tetto della scuola e perde la memoria.
Natsuki Fujiwara
interpretato da Tomo Yanagishita
Compagno di classe di Mei e Atsushi.
Yuri Nakanishi
interpretata da Kasumi Suzuki
Yuya Shinozaki
interpretato da Hiroshi Yazaki
Amico di Mei ma innamorato della sorella più grande di lei.
Miyabi Kawaguchi
interpretata da Kaoru Hirata
Shu Yasuda
interpretata da Ryuya Wakaba
Koichi Murakoshi
interpretato da Kenji Matsuda
Natsumi Nishino
interpretata da Mirai Yamamoto
Madre tossicodipendente di Atsushi. Viene ricoverata in una clinica per disintossicarsi.
Takamichi Morisaki
interpretato da Shigemitsu Ogi
Sacerdote del locale tempio shintoista prende con sé Atsushi mentre la madre si trova in ospedale.
Sachiko Takemiya
interpretata da Noriko Watanabe
Madre di Mei.
Shu Yasuda
interpretato da Ryuya Wakaba
Tadaaki Takahashi
interpretato da Kazuyoshi Hayashi
Dr. Ota
interpretato da Kōsuke Suzuki
Inoue-sensei
interpretato da Toshihiro Yashiba
Insegnante della classe frequentata da Mei e Atsushi.
Haruo Ishikawa
interpretato da Manabu Hamada
Machiko Ishikawa
interpretata da Sayaka Yamaguchi
Toshihisa Takemiya
interpretato da Masahiro Komoto
Padre di Mei.

### Altri
- Tota Tawaragi - la pasticciera (ep. 1)
- Mahiru Konno - insegnante di scienze (ep. 1)
- Asaka Nakamura - Yuri (ep. 2, 4)
- Misaki Yonemura - Ai-chin (ep. 4-7)
- Ai Ikeda - Yuki (EP4-7)
- Michiko Iwahashi - la madre di Sara (ep. 5-6)
- Atsushi Fukazawa - insegnante (ep. 7)
- Rumi Hiiragi - Nozomi (ep. 8)
- Bambi Watanabe
- Naoki Fujimura
- Mitsutoshi Nakatani
- Kouki Murakami

## Episodi
| Nº | Giapponese 「Kanji」 - Rōmaji                                     | In onda          | In onda |
| Nº | Giapponese 「Kanji」 - Rōmaji                                     | Giapponese       |         |
| 1  | 「貴方に出会うために恋をする」 - Anata ni deau tame ni koi o suru | 6 dicembre 2008  |         |
| 2  | 「孤独を癒やすチョコレート」 - Kodoku o iyasu chokorēto           | 13 dicembre 2008 |         |
| 3  | 「出会っていた二人」 - Deatte ita futari                          | 20 dicembre 2008 |         |
| 4  | 「長崎の空に」 - Nagasaki no sora ni                              | 10 gennaio 2009  |         |
| 5  | 「効かないクスリ」 - Kikanai kusuri                               | 17 gennaio 2009  |         |
| 6  | 「途切れた糸」 - Togireta ito                                     | 24 gennaio 2009  |         |
| 7  | 「新しい恋の始まり」 - Atarashī koi no hajimari                   | 31 gennaio 2009  |         |
| 8  | 「赤い糸」 - Akai ito                                             | 7 febbraio 2009  |         |
| 9  | 「366日」 - 366-Nichi                                             | 14 febbraio 2009 |         |
| 10 | 「大人になれない子供たち」 - Otona ni narenai kodomo-tachi        | 21 febbraio 2009 |         |
| 11 | 「それでもいいと思える恋」 - Sore demo ī to omoeru ko             | 28 febbraio 2009 |         |

## Colonna sonora
- 366 Nichi dei HY
- Ray di lego big morl